# Vườn quốc gia Betung Kerihun
Vườn quốc gia Betung Kerihun (trước đây là Bentuang Karimun) là một vườn quốc gia nằm ở tỉnh Tây Kalimantan trên đảo Borneo, Indonesia. Nó nằm trong đất liền, dọc theo biên giới với Malaysia. Được thành lập vào năm 1995, nó có tổng diện tích 8.000 km2 (3.100 dặm vuông Anh), chiếm 5,5% diện tích tỉnh Tây Kalimantan. Cùng với Khu bảo tồn động vật hoang dã Lanjak Entimau rộng 2.000 km2 (800 dặm vuông Anh) tại Malaysia, nó đã được đề xuất như là một Di sản thế giới với tên gọi chung là "Di sản rừng mưa nhiệt đới xuyên quốc gia của Borneo".

## Địa hình và sinh thái
Vườn quốc gia Betung Kerihun là khu vực đồi núi với độ cao từ 150 m (490 ft) đến 1.800 m (5.910 ft), trong đó hơn một nửa diện tích có độ dốc trên 45%. Các điểm cao nhất gồm núi Kerihun (1.790 m hay 5.870 ft) và núi Lawit (1.767 m hay 5.800 ft). Khu vực này là thượng nguồn của Kapuas, con sông dài nhất của Indonesia.
Vườn quốc gia bao gồm hai vùng sinh thái là rừng mưa trên núi Borneo chiếm 2/3 diện tích và phần còn lại là rừng mưa đất thấp Borneo.

## Động thực vật
Trong các khu rừng nhiệt đới đất thấp, nổi trội là các loài cây họ Dầu, dần được thay thế bởi sồi và dẻ ở những khu vực cao hơn. Vườn quốc gia là nơi có ít nhất 97 loài họ Lan và 49 loài họ Cau.
Hệ động vật rất phong phú với 300 loài chim (25 loài đặc hữu của Borneo), ít nhất 162 loài cá, 54 loài thú. Đặc biệt, đây là nhà của đười ươi Borneo, một loài đang có nguy cơ tuyệt chủng cùng 7 loài linh trưởng quý hiếm khác: vượn Müller, Khỉ Surili mặt trắng, voọc nâu sẫm, khỉ đuôi lợn phương nam, khỉ đuôi dài, Cu li lớn, khỉ lùn Tarsier Horsfield.

## Con người
Đây là nơi sinh sống của một số bộ lạc Dayak bao gồm Iban, Taman, Bukat. Có tổng cộng 12 ngôi làng nằm trong và xung quanh vườn quốc gia, hai trong số đó nằm bên trong (Nanga Bungan và Tanjung Lokang), 6 ngôi làng tiếp giáp với ranh giới. Họ sống bằng nghề săn bắt, thu hái lâm sản ngoài gỗ và canh tác tự cung tự cấp dựa trên mô hình du canh.